# Образовање у Украјини
Од септембра 2018. 12-годишње средње образовање замениће 11-годишње које је пре тога било обавезно. По правилу, школовање почиње са 6 година, осим ако је ваш рођендан 1. септембра или касније. У 2016/17. години број ученика у основној и средњој школи достигао је 3.846.000, у стручној школи 285.800, а у високом образовању 1.586.700 ученика. Према говору (тадашњег) министра просвете и науке Украјине Лилије Хриневич на EduConf-у из 2017. године, износ буџетског финансирања за сферу образовања достигао би око 53 милијарде фунти у 2017. (у поређењу са 42 у 2016.).
Невладина организација Human Rights Measurement Initiative у пролеће 2022. закључила је да Украјина испуњава 84,2% онога што би требало да испуни по питању права на образовање, на основу нивоа својих прихода.

## Украјински образовни систем
Украјински образовни систем је организован у пет нивоа: предшколско, основно, средње, више и постдипломско образовање.
У 2010. години укупно 56% деце узраста од једне до шест година имало је прилику да похађа предшколско образовање, известило је Министарство просвете и науке Украјине у августу 2010.
Школе добијају 50% својих средстава из градског буџета и 50% из буџета републичке Владе. Влада Украјине намерава да од 1. јануара 2010. општеобразовним школама да могућност да самостално управљају финансијским средствима додељеним из државног буџета.

### Школски ниво
| Разред | Старост | Школски ниво    | Акредитација |
| ------ | ------- | --------------- | ------------ |
| 1      | 6/7     | основни         | I ниво       |
| 2      | 7/8     | основни         | I ниво       |
| 3      | 8/9     | основни         | I ниво       |
| 4      | 9/10    | основни         | I ниво       |
| 5      | 10/11   | основни, средњи | II ниво      |
| 6      | 11/12   | основни, средњи | II ниво      |
| 7      | 12/13   | основни, средњи | II ниво      |
| 8      | 13/14   | основни, средњи | II ниво      |
| 9      | 14/15   | основни, средњи | II ниво      |
| 10     | 15/16   | средњи, виши    | III ниво     |
| 11     | 16/17   | средњи, виши    | III ниво     |
| 12     | 17/18   | средњи, виши    | III ниво     |

Тренутно је у Украјини похађање школе намењено деци и тинејџерима од 6 до 17 година. Украјина има неколико типова општеобразовних установа. Неке школе могу бити у исто време и интернати.
- Средња школа општег образовања (ЗОШ) или Средња школа
- Лицеј (Техникум у совјетско време)
- Школа граматике

Институција се зове Средња школа општег образовања (ЗОШ) или једноставно Средња школа, и обично комбинује основни и средњи ниво образовања. Систем је први пут уведен 1958. године и укључивао је 12-разредни систем, док је 1965. године био 10-разредни систем. Већина средњих школа има сва три нивоа акредитације за опште образовање. Неке удаљене школе имају само два нивоа, што је минимални услов за све средње школе.
Основно и средње образовање подељено је на три нивоа акредитације општег образовања: I – „млађи“, II – „средњи“, и III – „виши“. Ниво 1 обухвата разреде од 1 до 4. Разреди 5-9 се обично сматрају II нивоом акредитације или основним средњим образовањем, док су 10-12 разреди III степеном. Упркос именима, ученици обично уче у истој школи током свог основног и средњег образовања. Основно школовање траје 9 година, а средње 3 године.
Циљ општег школовања је да млађим ученицима пружи знање о уметности и науци и научи их како да их практично користе. Наставни план и програм средње школе обухвата часове украјинског језика, украјинске књижевности, страног језика, светске књижевности, историје Украјине, светске историје, географије, алгебре, геометрије, биологије, хемије, физике, физичког васпитања, музичког и ликовног. У неким школама ученици похађају и часове заштите животне средине и грађанског васпитања. Ученици похађају сваки час само једном или два пута недељно. Део школског дана се такође проводи у активностима као што су шах, карате, драмска секција, учење народних прича и народних песама, хор и бенд. Након школе, ученици могу имати и часове музике, фудбала, хокеја или тениса.
Током 9. и 12. разреда, што је обично око 15. и 17. године, ученици полажу различите испите. Садашњи систем испита пролази кроз промене. У 9. и 12. разреду ученици полажу Независне државне тестове (ИГТ), који омогућавају ученицима једанаестог разреда да уђу на универзитет без полагања посебних пријемних испита. 2008. године пријемни испити су укинути и ИГТ-ови су постали стандард за утврђивање услова за пријем. Међутим, систем је поново промењен 2010. године.
У школској 2009-2010 потенцијалним дипломцима предвиђено је екстерно независно тестирање након завршног државног испита из следећих предмета: украјински језик и књижевност, историја Украјине, математика, биологија, физика, хемија, географија и један страни језик (по избору ученика) на енглеском, немачком, француском или шпанском. Резултати тестирања имаће исти статус као пријемни испити на високошколске установе. Али неки универзитети могу да конвертују бодове у сертификат екстерног независног теста према сопственом систему оцењивања.
Од 2018. године предвисоко образовање сада траје 12 година. То значи да ће сви ученици који су ушли у први разред 2018. године дипломирати након што заврше 12. разред; међутим ово се не односи на ученике који су завршили први разред пре 2018.

### Школовање код куће
Образовање деце код куће је легално у Украјини и изричито дозвољено члановима 59 и 60 украјинског закона о образовању.

### Међународне школе
- Међународна школа Меридијан, Кијев (2001)
- Кијевска међународна школа (1992)
- Француски лицеј Ана из Кијева (1994)
- Британска међународна школа, Украјина (1997 Нивки, 2011 Печерск)
- Печерска међународна школа
- Кловски лицеј № 77[9] (1979)

### Више средње образовање
Високо образовање може да финансира држава или да се финансира приватно. Студенти који студирају о државном трошку добијају стандардну стипендију ако су њихове просечне оцене на испитима на крају семестра и диференцираном тесту најмање 4; ово правило може бити другачије на неким универзитетима. У случају да су све оцене највише (5), стипендија се увећава за 25%. За већину студената ниво државне субвенције није довољан да покрије основне животне трошкове. Већина универзитета обезбеђује субвенционисано становање за студенте ван града. Такође, уобичајено је да библиотеке обезбеђују потребне књиге за све регистроване ученике.
Постоје две дипломе које додељују украјински универзитети: диплома (4 године) и мастер (5–6 године). Ове дипломе се уводе у складу са Болоњским процесом, у којем учествује Украјина. Историјски гледано, диплома специјалисте (обично 5 година) се такође додељује; то је била једина диплома коју су универзитети додељивали у совјетско време. Скоро сви главни универзитети налазе се у регионалним центрима.

### Постдипломски ниво
Након стицања звања магистра, студент може уписати универзитет или научни институт ради постдипломског образовања. Први ниво постдипломског образовања је аспирантура која обично резултира дипломом кандидат науке. Кандидати морају положити три или више квалификационих испита (један или више из области специјалности, један на страном језику по избору и један из филозофије), објавити најмање пет радова у рецензираним часописима (према захтевима који су постојали до 2013. године, морали су објавити најмање три рада), написати дисертацију и одбранити га. Овај степен је отприлике еквивалентан докторату у Сједињеним Америчким Државама.
Након дипломирања студент може наставити постдипломско образовање. За то је потребно од две до четири године студија на докторантури. Морају се добити и објавити значајни научни резултати и написати нова теза. Ово производи диплому доктора наука, али типичнији начин је рад на универзитету или научном институту уз паралелну припрему тезе. Просечно време између стицања дипломе кандидата и доктора је отприлике 10 година, а већина нових доктора има 40 и више година. Само један од четири кандидата достиже ову оцену. Кандидат наука може задржати позицију ванредног професора на универзитетима, или истраживача/вишег истраживача у научним институтима. Доктор наука може бити у звању редовног професора, шефа лабораторије или у истом/вишем звању. Украјинско Министарство просвете и науке разматра да промени совјетске дипломе Кандидат наука и Доктор наука у Докторе филозофије и Докторску Хабилитацију, као што се десило у неколико других пост-совјетских земаља.

## Оцене
Украјина има стопу писмености од 99,4. Украјински универзитети користе традиционалну скалу од 5:
- "5" = "одлично"
- "4" = "добро"
- "3" = "задовољавајуће"
- "2" = "незадовољавајуће".

"5", "4", "3" се могу описати као "довољан успех", а "2" - као "недовољан успех".
Ученици који добију лошу оцену „2“, имају још две шансе да положе испит.
Од 2006. године (а и раније на неким универзитетима) студенти се оцењују на скали од 0 до 100. Ове оцене се могу трансформисати на скалу од 5 тачака отприлике на следећи начин (овај систем може мало да варира од универзитета до универзитета и може се мењати с времена на време):
- од 90 до 100 значи "5"
- од 74 до 89 значи "4"
- од 60 до 73 значи "3"
- од 0 до 59 значи "2"

И скала оцењивања и скала од 5 тачака се користе у универзитетским регистрима. Неки предавачи радије користе скалу АФ поена за оцењивање студената током полагања испита.
Што се тиче средњих школа, и оне су до 2000. године користиле поменуту скалу од 5 степени. Од 2000. године средње школе користе скалу од 12 тачака, која се може трансформисати у традиционалну скалу од 5 тачака на следећи начин:
- "12" = "5+"
- "11" = "5"
- "10" = "5-"
- "9" = "4+"
- "8" = "4"
- "7" = "4-"
- "6" = "3+"
- "5" = "3"
- "4" = "3-"
- "3" = "2+"
- "2" = "2"
- "1" = "2-"
- "0" = "2--"

Овде знаци "+" и "-" означавају бољу и лошију верзију ознаке, на пример, "4-" значи "нешто горе него добро". Ознака "0" се веома ретко даје у украјинским школама (када ученик одбија да одговори на питање или ради било који испит или задатак). Ова ознака се може упоредити са „2--“ (у Русији).

## Језици који се користе у образовним установама
25. септембра 2017. нови закон; Закон „о образовању“ је потписао председник Порошенко (нацрт усвојен 5. септембра 2017.) којим ће украјински језик постати језик образовања од петог разреда. Закон прави изузетке за један или више предмета којима је дозвољено да се предају на два или више језика, односно на енглеском или једном од других званичних језика Европске уније, и дозвољава да се било који језици предају као засебни предмети. Закон из 2017. предвиђао је трогодишњи прелазни период, касније продужен до 2023.
Закон је осудила ПССЕ и назвала га "великом препреком подучавању националних мањина". Закон се такође суочио са критикама званичника Мађарске, Румуније и Русије. ( Мађарски и румунски су званични језици Европске уније, а руски није.) Украјински званичници су истакли да је нови закон у потпуности у складу са европским нормама о правима мањина. Закон каже да се „особама које припадају мањинама Украјине гарантује право да студирају у јавним установама предшколског и основног образовања на наставном језику дотичног аутохтоног народа, заједно са државним наставним језиком“ у посебним одељењима или групе. ПССЕ ово описује као значајно ограничавање права аутохтоних народа без консултација са њиховим представницима. Украјински министар спољних послова Павло Климкин изјавио је 27. јуна 2018. да се, на основу препоруке Венецијанске комисије, језичка одредба закона о образовању (септембар 2017.) неће примењивати на приватне школе и да ће свака јавна школа за националне мањине „имати широка овлашћења да самостално одређују која ће се настава изводити на украјинском или њиховом матерњем језику“.
У јануару 2020. године, закон о образовању о језику из 2017. године је промењен и легализован је да се „једна или више дисциплина“ предаје на „два или више језика – на службеном државном језику, на енглеском, на другом службеном језику Европске уније“. Све школе које нису финансиране од стране државе биле су слободне да бирају свој језик наставе. Према закону из 2020. до пете године образовања сви часови се могу у потпуности изводити на мањинском језику без обавезне наставе на украјинском језику. У петој години не мање од 20% часова мора да се држи на украјинском језику. Затим сваке године обим наставе на државном језику (украјинском) треба да се повећава, достижући 40% у деветом разреду. У дванаестој и последњој години најмање 60% образовања треба да се предаје на украјинском језику.
Пошто је језик наставе у украјинским школама државни језик, а то је украјински (националним мањинама је загарантовано право да студирају у јавним образовним установама, укључујући и њихов језик уз украјински).
Школске 2000/2001. године 70% ученика је похађало школе на украјинском језику (тамо је украјински примарни језик наставе), док је 29% студирало у школама на руском језику. У регионима насељеним овим групама постоје школе са наставом на румунском, кримскотатарском, мађарском и пољскомјезику. Историјски гледано, језик наставе се често мењао у Украјини. Када је Украјина била део Руске империје, украјински језик је био забрањен, а руски је преовладавао међу елитом која је имала приступ школама. Почетна политика бољшевика била је подршка локалним језицима, а отворене су многе школе на украјинском језику, са дугорочним циљем да се отарасе неписмености. Од средине 1930-их до средине 1980-их, политика совјетске владе фаворизовала је русификацију. Током 1970-их и 1980-их, број школа на руском језику се стално повећавао на рачун школа на украјинском језику. Након што је Украјина стекла независност, тренд је обрнут. Међутим, поновно увођење формалног учења на украјинском језику трајало је дуже него што се очекивало. У неким школама које су покушале да пређу на украјински, део или већи део наставе се и даље изводи на руском. На универзитетима постоје слични трендови. Школске 1991/92. године, према подацима Центра Разумков, 49% средњошколаца се школовало на украјинском језику, а 50% на руском.
Од 2024. године број установа општег средњег образовања (ОСО) смањен је за 2,3% у односу на податке за 2022/2023. Било је 3.867.801 ученика у 12.352 школе (укључујући децу која су у иностранству, али настављају да уче на даљину). Број образовних институција у којима се обука изводи искључиво на украјинском језику 2023. године износио је 12.155 – 98,4%. Поред тога, 3.834.708 студената студира на украјинском језику – 99,1%. 447 школараца (0,01%) наставља да учи на руском језику на нивоу државног језика. У школској 2022/2023. било је 1.362. У 2022. број ученика који уче руски језик у школама је смањен за више од 100 пута: са 454,8 хиљада у септембру 2021. године на око 4 хиљаде од 1. септембра 2022. године. У 2023/2024, број школараца који уче руски језик као посебан предмет смањен је за још 5 пута - на 768. Руски језик се и даље учи у 3 школе у Украјини.

## Образовање међународних студената
Украјина је популарна дестинација за образовање међу азијским и афричким студентима. Сада има више од 63.000 студената из 130 земаља света. Много невладиних компанија покушава да помогне студентима из целог света да се пријаве на неки од универзитета у Украјини. Пример за то је Украјинска образовна агенција.

## Током руске инвазије 2022
Образовање од око 5,5 милиона деце било је погођено ратом, а око 22 школе су свакодневно биле нападнуте, на основу података организације Save the Children и званичним украјинским подацима. Истраживање украјинске владе проценило је у јуну 2022. да је 5,7 милиона деце школског узраста старости између 3 и 18 година погођено ратом, а од њих 2,8 милиона је расељено. Почетком априла 2022. објављено је да је најмање 869 образовних објеката или око 6% школа у Украјини оштећено, при чему су око 83 потпуно уништене, а друге учионице се користе као смештај за хитне случајеве. Поред тога, недостајало је наставника, што је било забрињавајуће и пре инвазије, али су углавном просветни радници биле жене које су постале избеглице на другим местима са својом децом.
Украјинска влада је паузирала целокупно образовање на неколико дана када је први пут избио рат, пре него што се вратила на онлајн учење што је било преседно током пандемије Ковида-19, при чему су неке школе поново отворене са личном наставом до маја 2022. у мање погођеним областима. На почетку школске 2022–2023. многе украјинске школе покушале су да се поново отворе за школску годину, међутим многе су тешко оштећене у рату и немају безбедне локације за ученике и просветне раднике ако зграде буду нападнуте. Према владиним прописима, школско склониште би требало да буде довољно велико да омогући наставак наставе, али ако не могу примити све уписане ученике, школе би требало да понуде ванредно учење на лицу места и онлајн учење за све уписане ученике. Око 51% школа у Украјини планирало је да се врати личном образовању уз онлајн учење ако родитељи то више воле, при чему ће било која школа која нема брз приступ склоништима или се налази близу граница са Русијом или Белорусијом остати виртуелна.
У јануару 2023. Уницеф изјављује да је образовање за више од 5 милиона деце погођено ратом у Украјини. Употреба експлозивног оружја у сукобу уништила је хиљаде школа и других образовних објеката широм Украјине, посебно оних који се налазе у густо насељеним подручјима. Уницеф је позвао на већу подршку како би се осигурао приступ ресурсима и материјалима за офлајн учење за децу.

## Критике
Према британском економисти Френсис Кернкрос (у априлу 2010.), „украјинско образовање је превише окренуто ка унутра, превише корумпирано и сувише сиромашно да би добро обављало посао“. Према шведском економисти Андерсу Ослунду (у октобру 2012.) најбољи делови украјинског образовног система су основно образовање из математике и хемије.
Украјински професор О. Базалук извештава да украјинско образовање не пружа ученику ништа друго до илузију обуке. Као резултат тога, већина украјинских дипломаца не поседује ни основни ниво стручног знања када напусте своје школе. Услед изузетно неефикасне образовне политике украјинске владе и свеприсутне корупције, свакодневни живот друштва значајно је измењен. Новоразвијени квалитети друштвене трансформације укључују агресивност, грубост, нетолеранцију, хвалисавост, повученост и тако даље.
У 2013, образовни систем је завршио на трећем месту са највећим процентом студената који су дали мито и то са 33%.